# Hyporhamphus ihi
Hyporhamphus ihi är en fiskart som beskrevs av Phillipps 1932. Hyporhamphus ihi ingår i släktet Hyporhamphus och familjen Hemiramphidae. Inga underarter finns listade i Catalogue of Life.